# Norbert Krebs
Norbert Krebs (* 29. August 1876 in Leoben; † 5. Dezember 1947 in Berlin) war ein österreichischer Geograph und Hochschullehrer. Er gilt als typischer Vertreter der länderkundlichen Ausrichtung der Geographie, dessen Forschungsschwerpunkte die Geomorphologie und das Konzept des „Lebensraums“ waren.

## Leben
Krebs studierte von 1896 bis 1902 bei Albrecht Penck und Eduard Suess Geographie sowie Geschichte an der Universität Wien, wo er 1900 mit der Arbeit "Die nördlichen Alpen zwischen Enns, Mürz und Traisen" promoviert wurde. Im Jahr 1907, erfolgte seine Habilitation mit einer Arbeit zur Halbinsel Istrien. Neben seiner Berufstätigkeit als Lehrer an einer Mittelschule war er ab 1909 Privatdozent für Geographie an der Universität Wien. 1917 wurde er ordentlicher Professor für Geographie in Würzburg, 1918 in Frankfurt am Main und 1920 in Freiburg im Breisgau. Ab 1927 trat er die Nachfolge seines früheren Lehrers Albrecht Penck als ordentlicher Professor für Geographie an der Universität Berlin an und blieb dies bis 1943.
1937 gab Krebs sein Monumentalwerk „Atlas des deutschen Lebensraumes in Mitteleuropa“ im Auftrag der Königlich-Preußischen Akademie der Wissenschaften heraus, in dem er die Ideen eines Großdeutschlands sowie eines einheitlichen „deutschen Kulturraums“ und das Konzept des „Lebensraums“ propagierte. Die Gebietsansprüche eines zusammenhängenden mitteleuropäischen Raumes für das deutsche Volk umfassten Gebiete von Russland bis England sowie von Dänemark bis Italien, die Krebs als einen „durch Sprache und Kultur geeinigten Raum“ zusammenfasste. Krebs und sein früherer Lehrer Penck waren damit an der Schaffung jenes biologistischen Lebensraum-Konzepts beteiligt, das später als Vorlage für die Siedlungs- und Expansionspolitik unter dem Begriff „Lebensraum im Osten“ vom NS-Regime verwendet wurde.
Von 1943 bis 1946 lebte er in Kritzendorf bei Wien. 1946 kehrte er nach Berlin zurück, wo er seine Professur wieder übernahm.
Zu seinen weiteren Hauptwerken gehören "Die Ostalpen und das heutige Österreich" von 1928, "Vorderindien und Ceylon" von 1939, sowie das erst nach seinem Tod veröffentlichte "Vergleichende Länderkunde".

## Auszeichnungen und Ehrungen
Krebs war Mitglied der Leopoldina (1926), korrespondierendes Mitglied der Österreichischen Akademie der Wissenschaften (Mai 1934), ordentliches Mitglied der Königlich-Preußischen Akademie der Wissenschaften (1934), und Mitglied der Jugoslawischen Akademie der Wissenschaften.
1954 wurde die Norbert-Krebs-Gasse in Wien-Floridsdorf nach ihm benannt.